# パーキンソンの凡俗法則

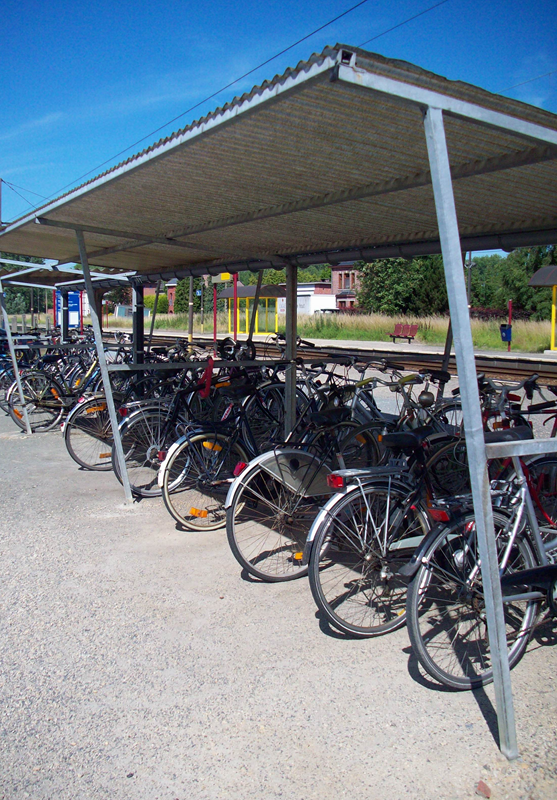
自転車置き場

パーキンソンの凡俗法則（パーキンソンのぼんぞくほうそく、英: Parkinson's Law of Triviality）とは、シリル・ノースコート・パーキンソンが1957年に発表した、「組織は些細な物事に対して、不釣り合いなほど重点を置く」という主張である。パーキンソンがこの法則を説明する際に用いたたとえ話から「自転車置き場のコンセプト」、「自転車置き場の色」または「自転車置き場の議論」などの言い回しで使われることもある。

## 主張
この法則は、シリル・ノースコート・パーキンソンによる、経営の風刺書『パーキンソンの法則』 の中で出されたものである。パーキンソンはこの法則を説明するたとえ話として、委員会が原子力発電所と自転車置き場の建設について審議する様子を比較している。
原子炉の建設計画は、あまりにも巨大な費用が必要で、あまりにも複雑であるため一般人には理解できない。このため一般人は、話し合っている人々は理解しているのだろうと思いこみ口を挟まない。強固な意見を持っている人が、情報が不十分だと思われないように一般人を押さえ込むことすらある。このため審議は「粛々と」進むことになる。
この一方で、自転車置き場について話し合うときは、屋根の素材をアルミ製にするかアスベスト製にするかトタン製にするかなどの些細な話題の議論が中心となり、そもそも自転車置き場を作ること自体が良いアイデアなのかといった本質的な議論は起こらない。次に委員会の議題がコーヒーの購入といったより身近なものになった場合は、その議論はさらに白熱し、時間を最も無駄に消費する。
自転車置き場については誰もが理解している（もしくは理解していると自分では思っている）ため、自転車置き場の設置については終わりのない議論が生じることになる。関係者の誰もが自分のアイデアを加えることによって自分の存在を誇示したがるのである。

## 再注目
パーキンソンの凡俗法則は、1999年のPoul-Henning Kamp（phkmallocなどで知られる）によるFreeBSD開発メーリングリストへの「A bike shed (any colour will do) on greener grass...」（青い芝生の自転車置き場（何色でもいいよ））というタイトルのeメール投稿でふたたび話題にのぼった。パーキンソンの元々の主張には、自転車置き場の「色」は取り上げられていなかったものの、パーキンソンの凡俗法則の基本部分を取り上げて、コミュニティによるソフトウェア開発において起こりがちな問題を指摘した。これ以降、パーキンソンの凡俗法則は「自転車置き場のコンセプト」や「自転車置き場の色」など（日本語圏では「自転車置き場の議論」とも）の言い回しでオープンソースソフトウェア開発やネットコミュニティにおける議論に関する議論などからはじまり、広く言及されるようになった。